# Bignonia binata
Bignonia binata là một loài thực vật có hoa trong họ Chùm ớt. Loài này được Thunb. mô tả khoa học đầu tiên năm 1821.